# Humber Bridge
Humber Bridge je visutý most, který vede přes estuár Humber v Anglii. Svou délkou 2 220 m je to pátý nejdelší visutý most na světě.

## Historie
Výstavba mostu byla započata v červenci 1972 na jižní straně estuáru. Severní pilíř byl dokončen v květnu 1974 a jižní v březnu 1976; po dokončení se severní pilíř stal nejvyšším mostním pilířem v zemi (překonal pilíře mostu Forth Road Bridge). Oba pilíře jsou vysoké 155,5 m. Most byl dokončen v roce 1981 a oficiálně otevřen Královnou Alžbětou II. 17. července 1981 (provoz však byl zahájen již 24. června téhož roku).